# Aslak Bifrakari Aunsson
Aslak Bifrakari Aunsson (o Aunarssonn n. 825) fue un caudillo vikingo, rey de Voss. Era hijo de Aun Arnasson rey de Hordaland. Varios colonos de la Mancomunidad Islandesa proclamaron ser descendientes de Aslak. Su hijo Horda-Kåre ya no ostentaría el título de rey, sino hersir y sería patriarca de una de las más influyentes dinastías noruegas, los Giskeätten.